# Gran Premi de Suïssa del 1953
Resultats del Gran Premi de Suïssa de Fórmula 1 de la temporada 1953, disputat al circuit de Bremgarten, prop de Berna el 23 d'agost del 1953.

## Resultats
| Pos | No | Pilot                               | Equip            | Voltes | Temps /Retirada | Pos. de sortida | Punts |
| --- | -- | ----------------------------------- | ---------------- | ------ | --------------- | --------------- | ----- |
| 1   | 46 | Alberto Ascari                      | Ferrari          | 65     | 3h 01' 34. 4    | 2               | 9     |
| 2   | 24 | Nino Farina                         | Ferrari          | 65     | + 1' 12.93 min. | 3               | 6     |
| 3   | 26 | Mike Hawthorn                       | Ferrari          | 65     | + 1' 35.96 min. | 7               | 4     |
| 4   | 30 | Juan Manuel Fangio · Felice Bonetto | Maserati         | 64     | + 1 Volta       | 1               | 1.5   |
| 5   | 34 | Hermann Lang                        | Maserati         | 62     | + 3 Voltes      | 11              | 2     |
| 6   | 28 | Luigi Villoresi                     | Ferrari          | 62     | + 3 Voltes      | 6               |       |
| 7   | 20 | Ken Wharton                         | Cooper - Bristol | 62     | + 3 Voltes      | 9               |       |
| 8   | 40 | Max de Terra                        | Ferrari          | 51     | + 14 Voltes     | 19              |       |
| 9   | 18 | Albert Scherrer                     | HWM - Alta       | 49     | + 16 Voltes     | 18              |       |
| Ret | 4  | Chico Landi                         | Maserati         | 54     | Caixa de canvi  | 20              |       |
| Ret | 42 | Toulo de Graffenried                | Maserati         | 49     | Transmissió     | 8               |       |
| Ret | 36 | Onofre Marimon                      | Maserati         | 46     | Motor           | 5               |       |
| Ret | 8  | Maurice Trintignant                 | Gordini          | 43     | Eix             | 4               |       |
| Ret | 6  | Jean Behra                          | Gordini          | 37     | Pressió d'oli   | 12              |       |
| Ret | 32 | Juan Manuel Fangio · Felice Bonetto | Maserati         | 29     | Motor           | 10              |       |
| Ret | 16 | Lance Macklin                       | HWM - Alta       | 29     | Motor           | 15              |       |
| Ret | 38 | Peter Hirt                          | Ferrari          | 17     | Motor           | 17              |       |
| Ret | 14 | Paul Frere                          | HWM - Alta       | 1      | Motor           | 16              |       |
| Ret | 2  | Jacques Swaters                     | Ferrari          | 0      | Accident        | 13              |       |
| Ret | 10 | Louis Rosier                        | Ferrari          | 0      | Accident        | 14              |       |

## Altres
- Pole: Juan Manuel Fangio 2' 40. 1

- Volta ràpida: Alberto Ascari 2' 41. 300 (a la volta 2)